# Frédéric Adam
Pour les personnes ayant le même patronyme, voir Adam (homonymie).
Ne doit pas être confondu avec Frederick Adam (1784-1853), administrateur britannique.
Frédéric Adam, né le 11 août 1973 à Lorient, est un footballeur français des années 1990 et 2000. Durant sa carrière, il évolue au poste de milieu défensif.

## Biographie
Frédéric Adam est formé au Stade brestois. Il débute en équipe réserve, avant d'intégrer l'équipe première lors de la saison 1992-1993. La section professionnelle ayant été dissoute, l'équipe réserve devient l'équipe fanion, qui évolue en Division 3. En 1993, il est transféré au Stade rennais, équipe évoluant en Division 2. Il ne dispute que cinq matchs en championnat avec ce club, participant tout de même à la montée en Division 1.
En 1995, Frédéric Adam est transféré à La Berrichonne de Châteauroux. L'équipe évolue en Division 2, et obtient la promotion en Division 1 à l'issue de la saison 1996-1997. Pour sa première saison en D1, Frédéric Adam dispute 21 matchs, inscrivant un but.
En 1998, Frédéric Adam s'engage avec l'ESTAC, club évoluant en deuxième division. Le club obtient rapidement la montée en première division. Frédéric Adam reste huit saisons avec le club troyen, disputant un total de 204 matchs, toutes compétitions confondues.
Avec l'équipe de Troyes, il remporte la Coupe Intertoto en 2001 (le titre est partagé entre plusieurs équipes). Il joue dans la foulée un match en Coupe UEFA face au club anglais de Leeds United. Frédéric Adam s'illustre également en Coupe de France. Avec le club troyen, il atteint en effet les demi-finales de la coupe nationale en 2001. Le club troyen est éliminé aux tirs au but par l'équipe d'Amiens.
En 2006, Frédéric Adam rejoint l'équipe du FC Gueugnon. Le club évolue en Ligue 2. C'est là qu'il termine sa carrière. Au total, il aura disputé 107 matchs en Ligue 1 et 175 matchs en Ligue 2.
Après sa carrière de joueur, il se reconvertit comme directeur sportif de l'ESTAC Troyes et conseiller du président Daniel Masoni.

## Palmarès
- Champion de France de D2 en 1997 avec La Berrichonne de Châteauroux
- Vice-Champion de France de D2 en 1994 avec le Stade rennais
- Vainqueur de la Coupe Intertoto en 2001 avec l'ESTAC Troyes

## Statistiques
| Saison                | Club                  | Championnat           | Championnat | Championnat | Coupe nationale | Coupe nationale | Coupe de la Ligue | Coupe de la Ligue | Compétition(s) continentale(s) | Compétition(s) continentale(s) | Compétition(s) continentale(s) | Total | Total |
| Saison                | Club                  | Division              | M.          | B.          | M.              | B.              | M.                | B.                | Comp.                          | M.                             | B.                             | M.    | B.    |
| 1993-1994             | Stade rennais FC      | D2                    | 5           | 0           | 0               | 0               | -                 | -                 | -                              | -                              | -                              | 5     | 0     |
| 1994-1995             | Stade rennais FC      | D1                    | 0           | 0           | 0               | 0               | 0                 | 0                 | -                              | -                              | -                              | 0     | 0     |
| Sous-total            | Sous-total            | Sous-total            | 5           | 0           | 0               | 0               | 0                 | 0                 | -                              | -                              | -                              | 5     | 0     |
| 1995-1996             | LB Châteauroux        | D2                    | 19          | 0           | 0               | 0               | 0                 | 0                 | -                              | -                              | -                              | 19    | 0     |
| 1996-1997             | LB Châteauroux        | D2                    | 13          | 1           | 1               | 0               | 0                 | 0                 | -                              | -                              | -                              | 14    | 1     |
| 1997-1998             | LB Châteauroux        | D1                    | 21          | 1           | 2               | 0               | 0                 | 0                 | -                              | -                              | -                              | 23    | 1     |
| Sous-total            | Sous-total            | Sous-total            | 53          | 2           | 3               | 0               | 0                 | 0                 | -                              | -                              | -                              | 56    | 2     |
| 1998-1999             | ESTAC Troyes          | D2                    | 33          | 2           | 5               | 0               | 2                 | 0                 | -                              | -                              | -                              | 40    | 2     |
| 1999-2000             | ESTAC Troyes          | D1                    | 29          | 0           | 2               | 0               | 1                 | 0                 | -                              | -                              | -                              | 32    | 0     |
| 2000-2001             | ESTAC Troyes          | D1                    | 25          | 0           | 4               | 0               | 3                 | 0                 | -                              | -                              | -                              | 32    | 0     |
| 2001-2002             | ESTAC Troyes          | D1                    | 2           | 0           | 0               | 0               | 0                 | 0                 | CI+C3                          | 2                              | 0                              | 4     | 0     |
| 2002-2003             | ESTAC Troyes          | D1                    | 21          | 2           | 1               | 0               | 1                 | 0                 | -                              | -                              | -                              | 23    | 2     |
| 2003-2004             | ESTAC Troyes          | D2                    | 28          | 0           | 1               | 0               | 1                 | 0                 | -                              | -                              | -                              | 30    | 0     |
| 2004-2005             | ESTAC Troyes          | D2                    | 29          | 1           | 1               | 0               | 2                 | 0                 | -                              | -                              | -                              | 32    | 1     |
| 2005-2006             | ESTAC Troyes          | D1                    | 9           | 1           | 1               | 0               | 1                 | 0                 | -                              | -                              | -                              | 11    | 1     |
| Sous-total            | Sous-total            | Sous-total            | 176         | 6           | 15              | 0               | 11                | 0                 | -                              | 2                              | 0                              | 204   | 6     |
| 2006-2007             | FC Gueugnon           | D2                    | 32          | 0           | 2               | 1               | 0                 | 0                 | -                              | -                              | -                              | 34    | 1     |
| 2007-2008             | FC Gueugnon           | D2                    | 16          | 0           | 1               | 0               | 1                 | 0                 | -                              | -                              | -                              | 18    | 0     |
| Sous-total            | Sous-total            | Sous-total            | 48          | 0           | 3               | 1               | 1                 | 0                 | -                              | -                              | -                              | 52    | 1     |
| Total sur la carrière | Total sur la carrière | Total sur la carrière | 282         | 8           | 21              | 1               | 12                | 0                 | -                              | 2                              | 0                              | 317   | 9     |